# Jeremia-Kirche

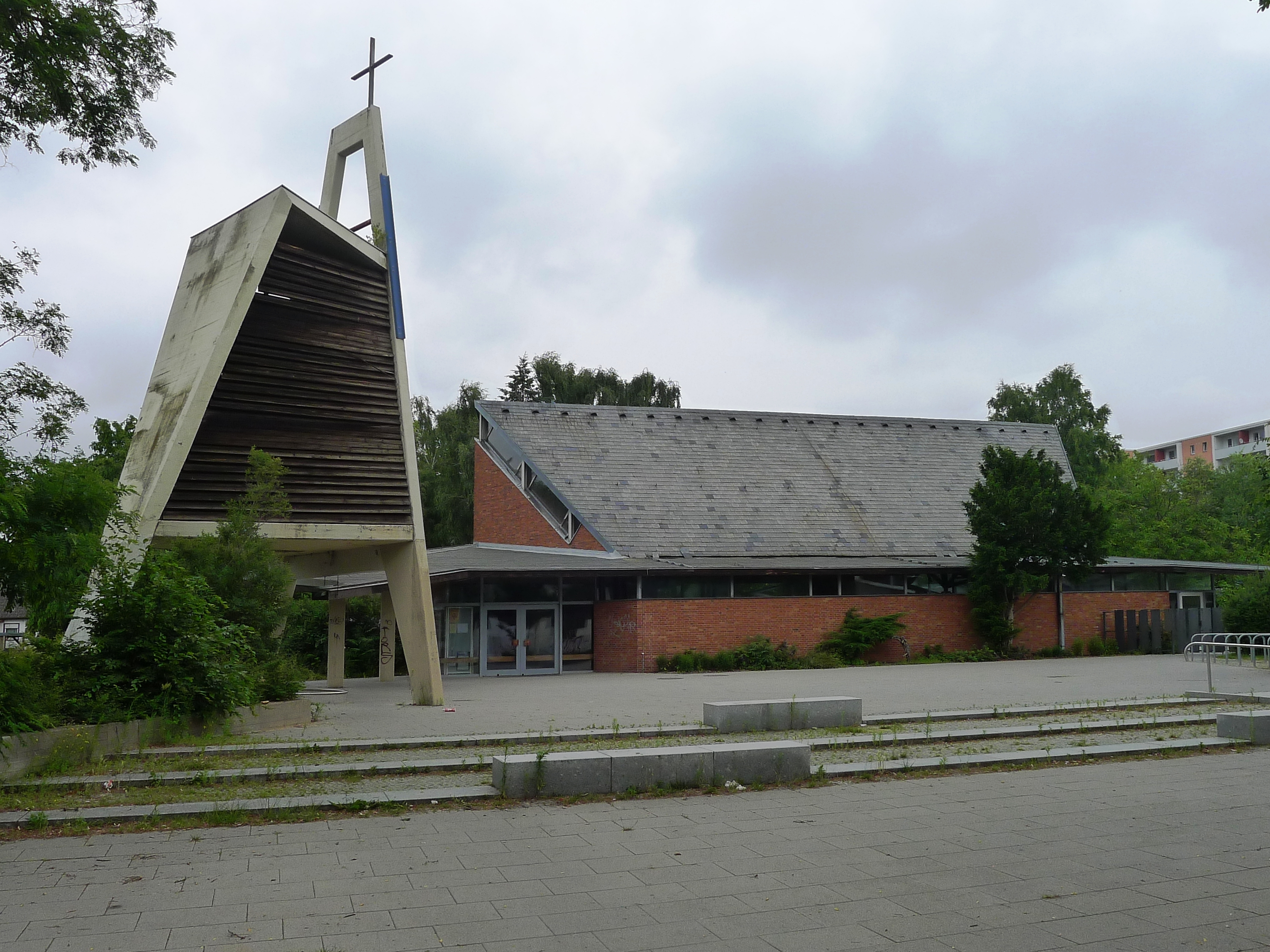
Jeremia-Kirche

Die am 27. September 1964 eingeweihte evangelische Jeremia-Kirche steht am Burbacher Weg Ecke Siegener Straße im Berliner Ortsteil Falkenhagener Feld des Bezirks Spandau. Sie wurde von Bodo Fleischer als Teil eines Gemeindezentrums entworfen. Die 1963/1964 gebauten Gebäudetrakte des Gebäudekomplexes sind zum Teil als Stahlbetonskelettbauten ansonsten als Mauerwerksbauten im Architekturstil der Nachkriegsmoderne ausgeführt.

## Geschichte
Nach den Bebauungsplänen der ab 1960 errichteten Großwohnsiedlung auf dem Falkenhagener Feld war der Bau eines Gemeindezentrums erforderlich, da die Kirche der Evangelischen Gemeinde Klosterfelde nicht ausreichen würde. Am 30. April 1963 war die Grundsteinlegung für das Gemeindezentrum. Die neue Gemeinde wurde erst mit Wirkung vom 1. Januar 1967 selbstständig, sie nannte sich zunächst Kirchengemeinde am Falkenhagener Feld, später wählte sie Jeremia zum Namenspatron.
Die Kirchengemeinde arbeitet eng zusammen mit der Evangelischen Zufluchtskirchengemeinde. Seit 2016 besteht ein gemeinsamer Gemeindekirchenrat der Ev. Zufluchts- und der Ev. Jeremia-Kirchengemeinde. Am 31. Oktober 2017 fusionierten die beiden Gemeinden zur „Evangelischen Zuflucht-und-Jeremia Kirchengemeinde“.
Seit 2019 liefen Sanierungsarbeiten an Kirche und Gemeindezentrum. Unter anderem sollte die Kirche so gut isoliert werden, dass sie auch im Winter benutzbar war. Extrem hohe Heizkosten hatten das verhindert. Im September 2020 brannte die Kirche, noch während der Sanierungsarbeiten, ab. Das Feuer konnte erst nach zweieinhalb Tagen gelöscht werden. Ein Wiederaufbau ist geplant, da wesentliche Teile nicht gänzlich zerstört sind. Es wird mit einer Verzögerung von einem Jahr für die Fertigstellung der Sanierung gerechnet.

## Architektur

### Kirche

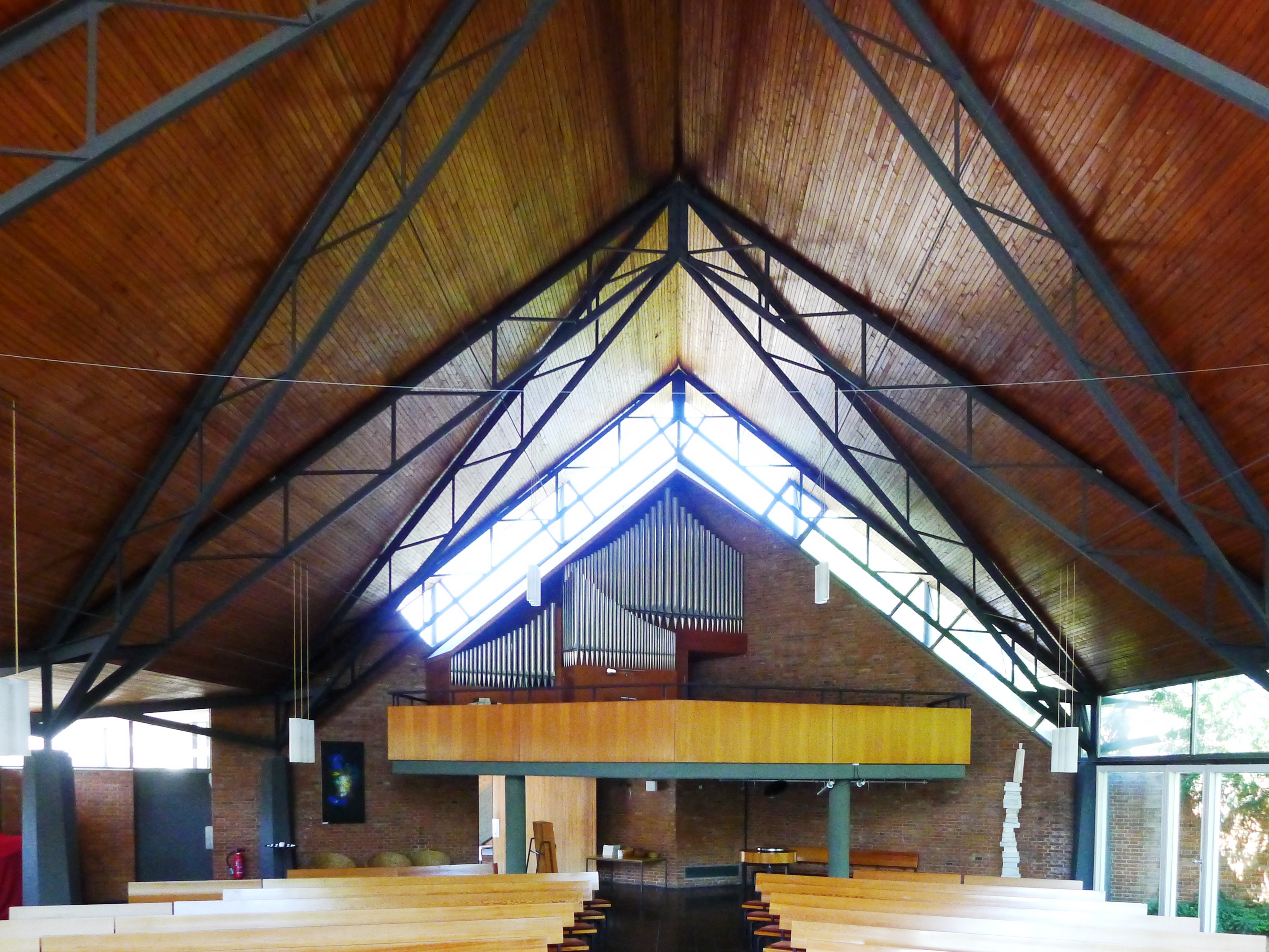
Inneres, Empore und Orgel

(Die Beschreibung bezieht sich auf das Kirchengebäude vor dem Brand im September 2020.)
Das städtebauliche bedeutsame Gemeindezentrum von Bodo Fleischer steht am Beginn seines kirchenbaulichen Schaffens. Der Architekt vergleicht das Wesen des Gemeindezentrums mit einem bäuerlichen Gehöft, bei dem sich mehrere Gebäude um einen zentralen Hof gruppieren. Das Gemeindezentrum am Falkenhagener Feld entwickelte er um einen sechseckigen Binnenhof, dessen Form sich als Leitmotiv in den Bauten wiederholt. Alle unmittelbar um den Hof gelegenen Gebäudetrakte besitzen sechseckige Grundrisse. Neben der Kirche wurden ein Pfarrhaus und eine Kindertagesstätte vorgesehen.
Am 13. Dezember 1964 wurde vor der Kirche eine Jeremias-Skulptur aus Bronze von Waldemar Otto aufgestellt.
Die Kirche hat im Grundriss die Form eines in der Ost-West-Achse gestreckten Sechsecks, ein Rechteck mit ausgestellten Stirnwänden. Innen, vor der verglasten östlichen Stirnwand, steht der Altar und ein hohes Kreuz, vor der westlichen liegt die Empore für die Orgel. Die Wände sind außen mit Klinkern verkleidet, innen verputzt. An der Südseite des Kirchenschiffs befindet sich ein durch schlanke Stützen abgeteiltes Seitenschiff, an der Nordseite ein Anbau für eine Kapelle. Den oberen Abschluss bildet ein hohes Satteldach mit Schieferdeckung, das auf vier Pfeilerpaaren mit darüber liegenden, diagonal angeordneten, feingliedrigen Gitterträgern ruht. Die Dachkonstruktion wurde innen sichtbar gelassen. Die Innenflächen des Dachs sind mit Holz verschalt. Unterhalb des Ortgangs der Giebel und den Dachtraufen des Satteldachs befinden sich Fensterbänder.

### Turm

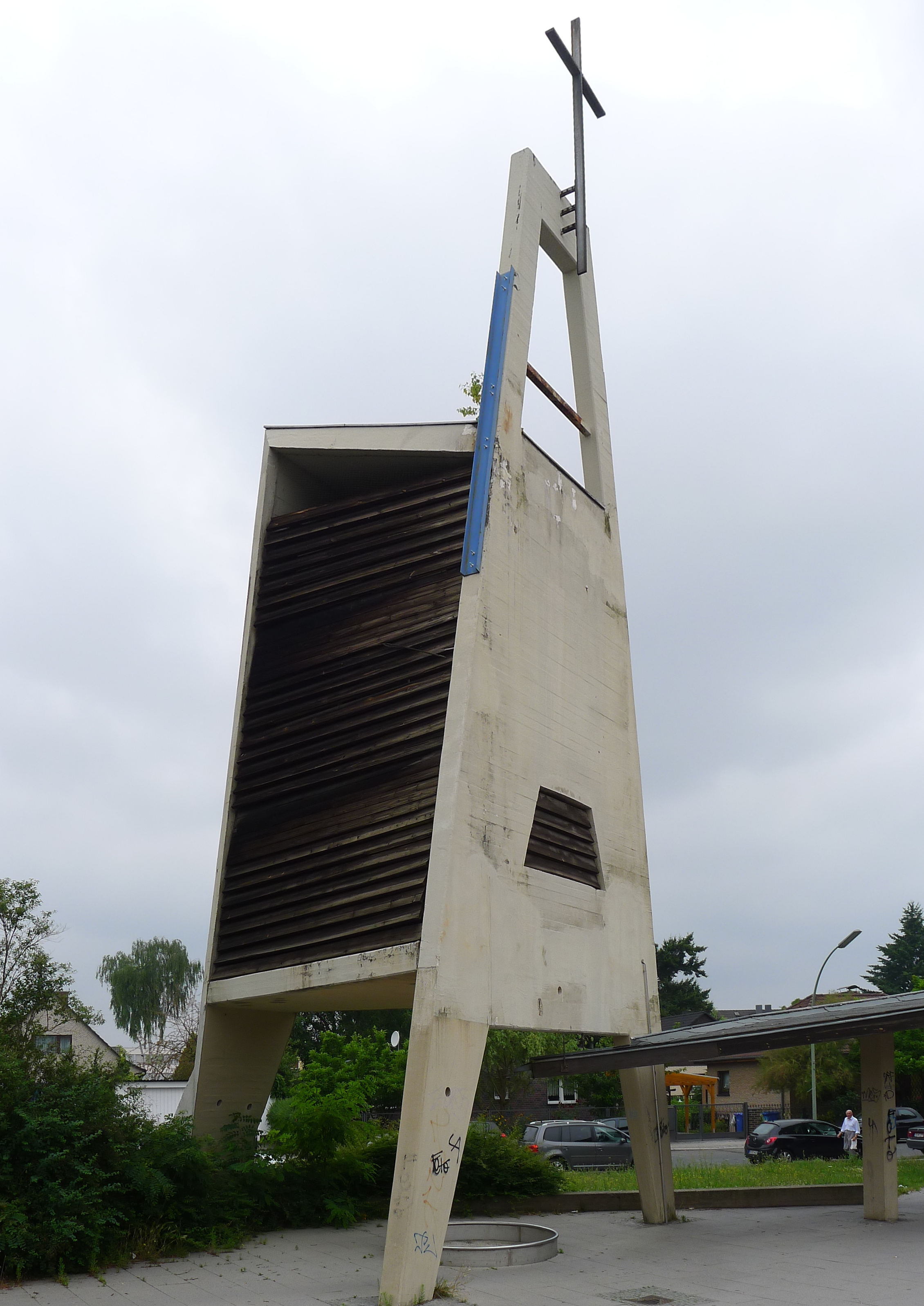
Kirchturm

Ein Laubengang verbindet die Kirche mit dem südwestlich von ihr stehenden 16 Meter hohen Glockenturm. Der Turm besteht aus einer senkrecht stehenden Wandscheibe in der Form eines Trapezes, das im Erdgeschoss trapezförmig geöffnet, im Glockengeschoss bis auf eine trapezförmige Klangarkade geschlossen und darüber wiederum trapezförmig geöffnet ist. Ganz oben ist das Kreuz befestigt. Der senkrechten Wandscheibe gegenüber befindet sich eine schräg gestellte Wandscheibe in der Form eines gleichschenkligen Dreiecks, das auf der Spitze steht. Das zwischen beiden Wandscheiben liegende Glockengeschoss ist an den Seiten mit Lamellen verkleidet, oben ist es mit einem Pultdach bedeckt. 

## Orgel
Die 2020 verbrannte Orgel hatte zwei Manuale, ein Pedal, 16 Register und 1168 Pfeifen. Sie
wurde 1966 von der Werkstatt E. F. Walcker & Cie. errichtet. 
Die neue Orgel der Firma Gerald Woehl wird voraussichtlich 2026 fertiggestellt. Sie verfügt über insgesamt 16 klingende Register in zwei Schwellwerken mit einem Vorabzug, 7 Manual-Extensionen. Das Pedal hat keine eigenen Pfeifen, die Register dort sind allesamt Transmissionen einiger Manual-Register. Die Disposition lautet wie folgt:
| I Schwellwerk C–g3 |                               |        |
| 1.                 | Bordun                        | 16′    |
| 2.                 | Principal                     | 8′     |
| 3.                 | Salicional                    | 8′     |
|                    | Bordun (aus 1.)               | 8′     |
|                    | Schwebung (ab g, aus 6.)      | 8′     |
| 4.                 | Octave                        | 4′     |
| 5.                 | Rohrflöte                     | 4′     |
| 6.                 | Quinte                        | 2 ⁄3′  |
|                    | Superoctave (Vorabzug aus 8.) | 2′     |
| 7.                 | Terz                          | 1 3⁄5′ |
|                    | Septime (aus 7.)              | 1 ⁄7′  |
| 8.                 | Mixtur                        | 2′     |
| 9.                 | Fagott-Oboe                   | 16′    |
|                    | Fagott-Oboe (aus 9.)          | 8′     |
|                    | Tremulant I                   |        |

| II Schwellwerk C–g3 |                              |         |
| 10.                 | Kontragambe                  | 16′     |
| 11.                 | Geigenprincipal              | 8′      |
| 12.                 | Doppelflöte                  | 8′      |
|                     | Gamba (aus 10.)              | 8′      |
|                     | Konzertvioline (aus 10.+13.) | 8′ + 8′ |
|                     | Konzertflöte (aus 12.+14)    | 8′ + 8′ |
| 13.                 | Viola                        | 4′      |
| 14.                 | Spitzflöte                   | 4′      |
| 15.                 | Piccolo                      | 2′      |
|                     | Zauberflöte (aus 14.)        | 1′      |
| 16.                 | Trompete                     | 8′      |
|                     | Trompete (aus 16.)           | 4′      |
|                     | Tremulant II                 |         |

| Pedal C–g1 |                       |         |
|            | Bordun (aus 1.)       | 16′     |
|            | Kontragambe (aus 10.) | 16′     |
|            | Quinte (aus 6.)       | 10 2⁄3′ |
|            | Principal (aus 2.)    | 8′      |
|            | Gamba (aus 10.)       | 8′      |
|            | Bordun (aus 1.)       | 8′      |
|            | Salicional (aus 3.)   | 8′      |
|            | Quinte (aus 6.)       | 5 1⁄3   |
|            | Fugara (aus 11.)      | 4′      |
|            | Rohrflöte (aus 5.)    | 4′      |
|            | Terz (aus 7.)         | 3 1⁄5′  |
|            | Septime (aus 7.)      | 2 ⁄7    |
|            | Mixtur (aus 6.+8.)    | 2 ⁄3    |
|            | Fagott (aus 9.)       | 16′     |
|            | Trompete (aus 16.)    | 8′      |
|            | Trompete (aus 16.)    | 4′      |
|            | Oboe (aus 9.)         | 2′      |

- Koppeln:
  - Normalkoppeln: I/II, II/I, I/P, II/P
  - Superoktavkoppeln: I/I, II/I, II/II
  - Suboktavkoppeln: I/I, II/I, II/II
- Spielhilfen: 4×1000fache Setzeranlage mit Schwellpositionen, automatische Pedalumschaltung, Registerfessel, 2 Prolongement je Manual (jeweils gegenseitig auslösend und additiv), Walze, 2 Programme (klassisch und doppeldynamisch mit Schwellerpositionen)

## Glocken
In der Glockenstube hängt ein Geläut aus drei Bronzeglocken, das am 6. Juli 1967 von Petit & Gebr. Edelbrock gegossen wurde.
| Glocke | Schlagton | Gewicht | Durchmesser | Höhe  | Inschrift                  |
| ------ | --------- | ------- | ----------- | ----- | -------------------------- |
| 1      | g′        | 721 kg  | 103 cm      | 84 cm | SEID FRÖHLICH IN HOFFNUNG. |
| 2      | b′        | 368 kg  | 085 cm      | 70 cm | GEDULDIG IN TRÜBSAL.       |
| 3      | c″        | 283 kg  | 077 cm      | 63 cm | HALTET FEST AM GEBET.      |